# Веснянка (зупинний пункт)
Весня́нка — пасажирський залізничний зупинний пункт Рівненської дирекції Львівської залізниці.
Розташований у дачному кооперативі «Вишенька», поблизу село Веснянка, Ківерцівський район, Волинської області на лінії Здолбунів — Ковель між станціями Ківерці (5 км) та Олика (16 км).
Станом на березень 2019 року щодня чотири пари електропоїздів прямують за напрямком Ковель-Пасажирський/Луцьк — Здолбунів.